# تيم بيل
تيم بيل (بالإنجليزية: Tim Bell)‏ هو عالم حاسوب نيوزلندي، ولد في 1950.